# Разменный вариант (испанская партия)
Разме́нный вариа́нт испа́нской па́ртии — шахматный дебют, начинающийся ходами:
1. e2-e4 e7-e5
 2. Kg1-f3 Kb8-c6
 3. Cf1-b5 а7-а6
 4. Cb5:c6.
Относится к открытым началам.

## Идеи дебюта
Чёрные могут побить на с6 пешкой d или b, хотя 4…bxc6 играется чаще, 4…dxc6 почти всегда встречается на мастерском уровне. Чёрные уже в начале игры получают преимущество двух слонов ценой ослабления пешечной структуры (образование двойной пешки c6 и c7). Белые могут стремиться к эндшпилю, где лучшая пешечная структура может стать критическим фактором. Поэтому чёрным следует стремиться к активной игре, избегая размена пешек. На высшем уровне вариант стал играть Эмануил Ласкер, позднее Бобби Фишер внёс новые идеи.
Разменный вариант может стать мощным психологическим оружием. Чёрные вынуждены играть активно, что психологически сложно, если они стремятся к ничьей. Примером этого является знаменитая партия Эм. Ласкера против Капабланки на петербургском турнире 1914 года. Капабланка лидировал в турнире и ему была нужна только ничья, но он сыграл слишком пассивно чёрными против Эм. Ласкера, избравшего разменный вариант и в результате потерпел поражение.

## Основной вариант: 4. …d7:c6
4. …d7:c6 — основной вариант. Пешечная структура чёрных ослабляется, но освобождаются диагонали для слонов. Белые могут взять пешку ходом 5.Кxe5, но чёрные ответив ударом 5…Фd4 возвращают пешку и белые теряют своё структурное преимущество за сдачу двух слонов.

### 5. 0—0
После 4. …d7:c6 наиболее популярный ответ за белых 5. 0—0, иногда называется Вариант Барендрегта, название предложил гроссмейстер Роберт Бирн в статье 1966 года в журнале Chess Life, поскольку голландский мастер Йохан Барендрегт играл его в начале 1960-х. Барендрегт внёс значительный вклад в теорию варианта, хотя вариант играли и до него. Сейчас белые угрожают сыграть 6.Кxe5 поскольку ответ чёрных 6…Фd4 7.Кf3 Фxe4 чтобы отыграть пешку невозможен ввиду хода 8.Лe1, связывающего и выигрывающего ферзя. У чёрных есть несколько возможных ответов: 5…Фf6, 5…Фe7, 5…Сd6, 5…Фd6, или 5…Сg4 (все прямо защищают пешку e5, исключая ход 5…Сg4 связывающего коня f3). Ходы 5…Сe6, 5…Сe7, и 5…Кe7 встречаются реже и никогда не пользовались популярностью. У этих ходов общая идея: при попытке белых выиграть пешку е5 ходом 6.Кxe5, ходы 6…Фd4 7.Кf3 Фxe4 также снова становятся возможны, поскольку фигура чёрных на e6 или на e7 перекрывает вертикаль е.
После того как чёрные защищают свою пешку e5, главной целью белых становится продвижение d2-d4, открывающее линии и высвобождающее фигуры. Поскольку пешечное окончание с такой структурой оказывается выигрышным для белых, то им выгодна игра, ведущая к открытию линий и массовым разменам по линии d.

#### 5. …f6
Ход, популярный среди мастеров во времена чемпионства Бобби Фишера (1972—1975), в настоящее время этот ход также не утратил популярность. Наиболее активный ответ за белых — 6.d4, после которого у чёрных есть две возможности: 6…Сg4 и 6…exd4. На ход 6…Сg4 белые могут ответить как 7.dxe5 так и 7.c3. После 7.dxe5 Фxd1 8.Лxd1 fxe5, белые не могут взять пешку e5 конём из-за связки. Тем не менее происходят множественные размены, приближающие позицию к окончанию, более выгодному для белых ввиду лучшей пешечной структуры.
Вторая возможность за чёрных в варианте 5…f6 6.d4 это 6…exd4. Белые могут сыграть 7.Фxd4 (В ходе матча на первенство мира 1972 года в двух партиях, где встретился разменный вариант Фишер выбирал более устаревший ход 7.Кxd4, предлагая размен ферзей. Если чёрные отказываются от этого размена, то их положение явно хуже. После 7…Фxd4 8.Кxd4 c5 9.Кb3 (Возможно и 9.Кe2; однако, Фишер чаще предпочитал 9.Кb3). Белые легко развиваются поставив слона на e3 и ферзевого коня на c3 или d2 (зависит от позиции) и поставив одну из ладей на d1 (обычно ладью f1).

#### 5. …Сg4
Более агрессивный ответ на 5.0-0 за чёрных — 5…Bg4. После 6.h3 чёрные могут ответить как 6…Сh5 так и 6…Сxf3, более активный ход — 6…h5. Белые могут взять слона ходом 7.hxg4 на что чёрные отвечают 7…hxg4, атакуя коня. Если конь уходит, то следует 8…Фh4 с угрозой мата 9…Фh2# или 9…Фh1#. После 8…Фh4, если белые отвечают 9.f3, пытаясь уйти королём через поле f2 после шаха ферзём, чёрные отвечают 9…g3 с неминуемым матом.
После 6…h5, наиболее частое продолжение 7.d3 Фf6 8.Кbd2 Кe7 9.Лe1 Кg6. В этой позиции ход 10.hxg4 является ошибкой. На 10…hxg4 белые отвечают 11.g3 предлагая вернуть фигуру 